# گلادستون (نبراسکا)
گلادستون (به انگلیسی: Gladstone) یک منطقهٔ مسکونی در ایالات متحده آمریکا است که در نبراسکا واقع شده‌است. گلادستون ۴۷۰٫۰۱ متر بالاتر از سطح دریا قرار دارد.